# Joaquín Rodrigo
Joaquín Rodrigo Vidre (22. listopadu 1901 – 6. července 1999) byl španělský skladatel klasické hudby a klavírní virtuos. Rodrigo je považován za jednoho ze skladatelů, který prosadil kytaru i do vážné hudby, jeho Aranjuezský koncert je jednou z vrcholných ukázek kytarového koncertního repertoáru.

## Život
Rodrigo se narodil v Saguntu ve Valencii. Ve věku tří let dostal záškrt a téměř oslepl. V osmi se začal učit hru na klavír a housle. Ačkoliv je nejvíce znám pro své kytarové skladby, nikdy hru na kytaru zcela neovládl.
19. ledna 1933 se ve Valencii oženil s Victorií Kamhi, pianistkou pocházející z Turecka. 27. ledna 1941 se jim narodila dcera Cecilia. Rodrigo zemřel roku 1999 v Madridu ve věku 97 let. Joaquín Rodrigo je pohřben se svou ženou na hřbitově v Aranjuezu.

## Hudba
Hudbu studoval u Francisca Anticha ve Valencii a Paula Dukase v Paříži. Krátce poté pokračoval v Paříži studiem muzikologie, jeho učiteli byli Maurice Emmanuel a André Pirro. Roku 1925 obdržel Španělskou orchestrální národní cenu za Cinco piezas infantiles (Pět dětských kusů). Od roku 1947 zastával místo profesora hudební historie na katedře hudby Fakulty filozofie a písemnictví na univerzitě Complutense v Madridu.
Své nejslavnější dílo, Aranjuezský koncert (Concierto de Aranjuez), složil během roku 1939 v Paříži. Jedná se o koncert pro klasickou kytaru a orchestr. Prostřední část, Adagio, je díky své souhře kytary a anglického rohu jedním z nejznámějších motivů klasické hudby 20. století.
Po úspěchu Aranjuezského koncertu Rodriga začali oslovovat prominentní sólisté, aby pro ně skládal (např. flétnista James Galway nebo čelista Julian Lloyd Webber). Roku 1954 složil Koncert pro gentlemana (Fantasía para un gentilhombre). Podobně Andaluský koncert (Concierto Andaluz) pro čtyři kytary a orchestr složil pro Celedonia Romera a jeho kytarové kvarteto Los Romeros.

## Ocenění
- 1991: Španělský král Juan Carlos I. povýšil Rodriga do šlechtického stavu (Marqués de los Jardines de Aranjuez).
- 1996: Rodrigo obdržel prestižní cenu prince Asturského (Premios Príncipe de Asturias), nejvyšší španělské civilní vyznamenání.
- 1998: Francouzská vláda Rodrigovi udělila Řád umění a literatury (Ordre des Arts et des Lettres).

## Dílo

### Orchestrální dílo
- Adagio Para Orquesta de Instrumentos de Viento, premiéra 1966 v Pittsburghu v Pensylvánii
- Soleriana, premiéra 1953 v Berlíně

### Koncerty
- Pro klavír:
  - Juglares (1923), premiéra 1924 ve Valencii
  - Concierto heroico (1943)

- Pro violoncello:
  - Concierto en modo galante (1949)
  - Concierto como un divertimento (1978–1981)

- Pro kytaru:
  - Concierto de Aranjuez para guitarra y orquesta (1939)
  - Concierto Andaluz para 4 quitarras y orquesta (1967)
  - Concierto para una fiesta (1982)
  - Fantasia para un gentilhombre (1954)
  - Concierto madrigal para 2 guitarras y orquesta (1968)

- Jiné:
  - Concierto de estío (1944), pro housle a orchestr
  - Concierto pastoral para flauta y orquesta (1978), pro flétnu a orchestr
  - Concierto serenata para arpa y orquesta (1954), pro harfu a orchestr

### Instrumentální skladby
- Pro kytaru:
  - Invocación y danza (1961), první cena Coupe International de Guitare, od ORTF
  - Tres Piezas Españolas (1954, Fandango, Passacaglia, Zapateado)
  - Elogio de la guitarra (1971)
  - Sonata Giocosa
  - Sonata a la Española
  - Dvě Preludia (1926)
  - Sarabanda Lejana
  - Tiento Antiguo
  - En Los Trigales
  - Junto al Jeneralife
  - En Tierras de Jerez
  - Entre olivares (1956)

### Vokální díla a sbory
- Per la flor del Lliri Blau (1934), první cena Círculo de Bellas Artes
- Ausencias de Dulcinea (1948), první cena Cervantes Competition
- Tres viejos aires de danza (1994)
- Villancicos y canciones de navidad (1952), cena Ateneo de Madrid